# Eugeniusz Wojtiuk

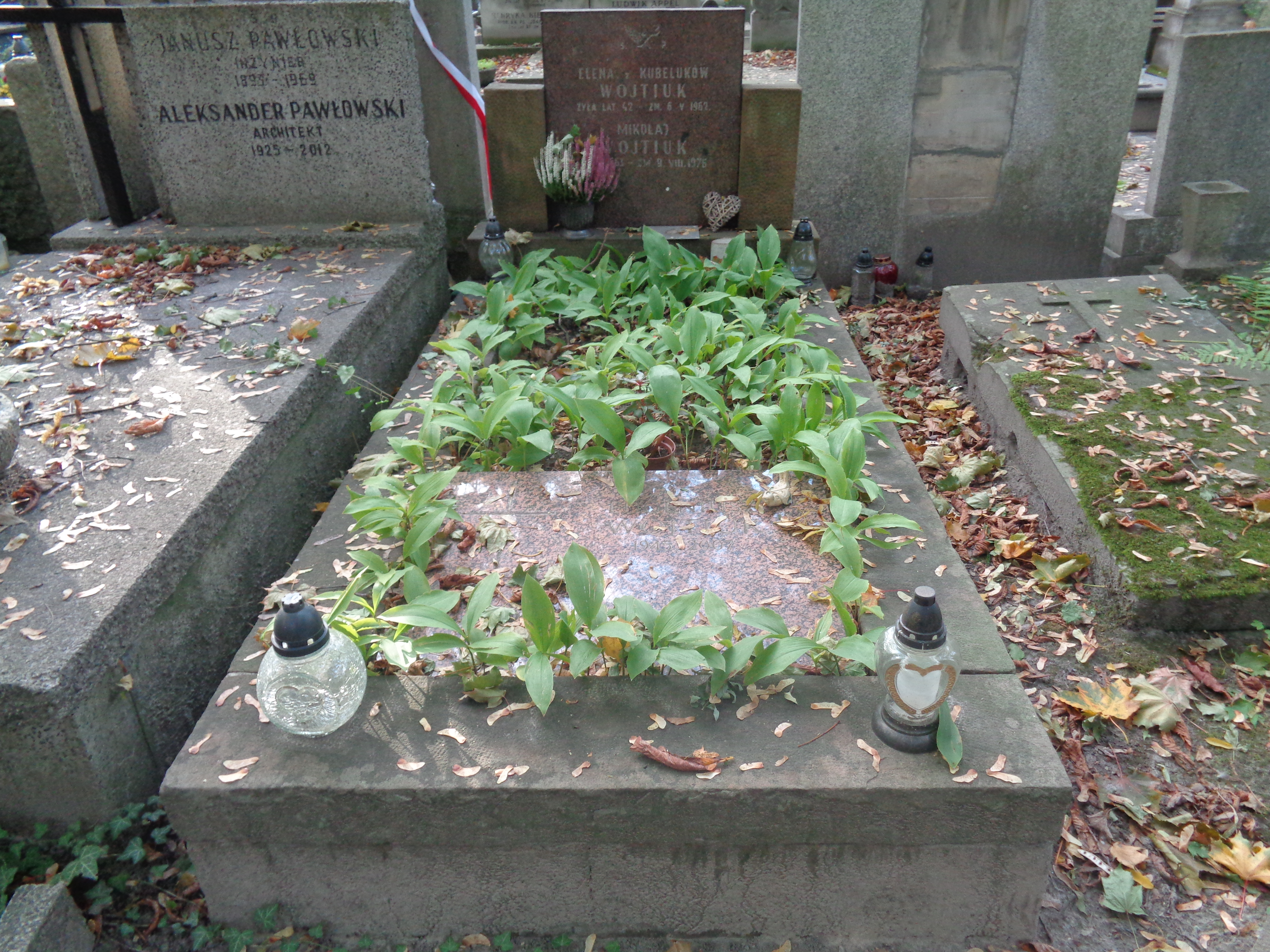
Grób Eugeniusza Wojtiuka na Starych Powązkach

Eugeniusz Wojtiuk (ur. 1945, zm. 19 listopada 2007) – polski kontroler i instruktor ruchu lotniczego. 

## Życiorys
Założyciel Stowarzyszenia Polskich Kontrolerów Ruchu Lotniczego ”Polatca”. Wieloletni pracownik Agencji Ruchu Lotniczego, a następnie Polskiej Agencji Żeglugi Powietrznej. Gracz rugby, zawodnik Robotniczego Klubu Sportowego Skra Warszawa. 
Pochowany 27 listopada 2007 r., na Starych Powązkach w Warszawie (kwatera 267-3-8).